# Sinus Medii

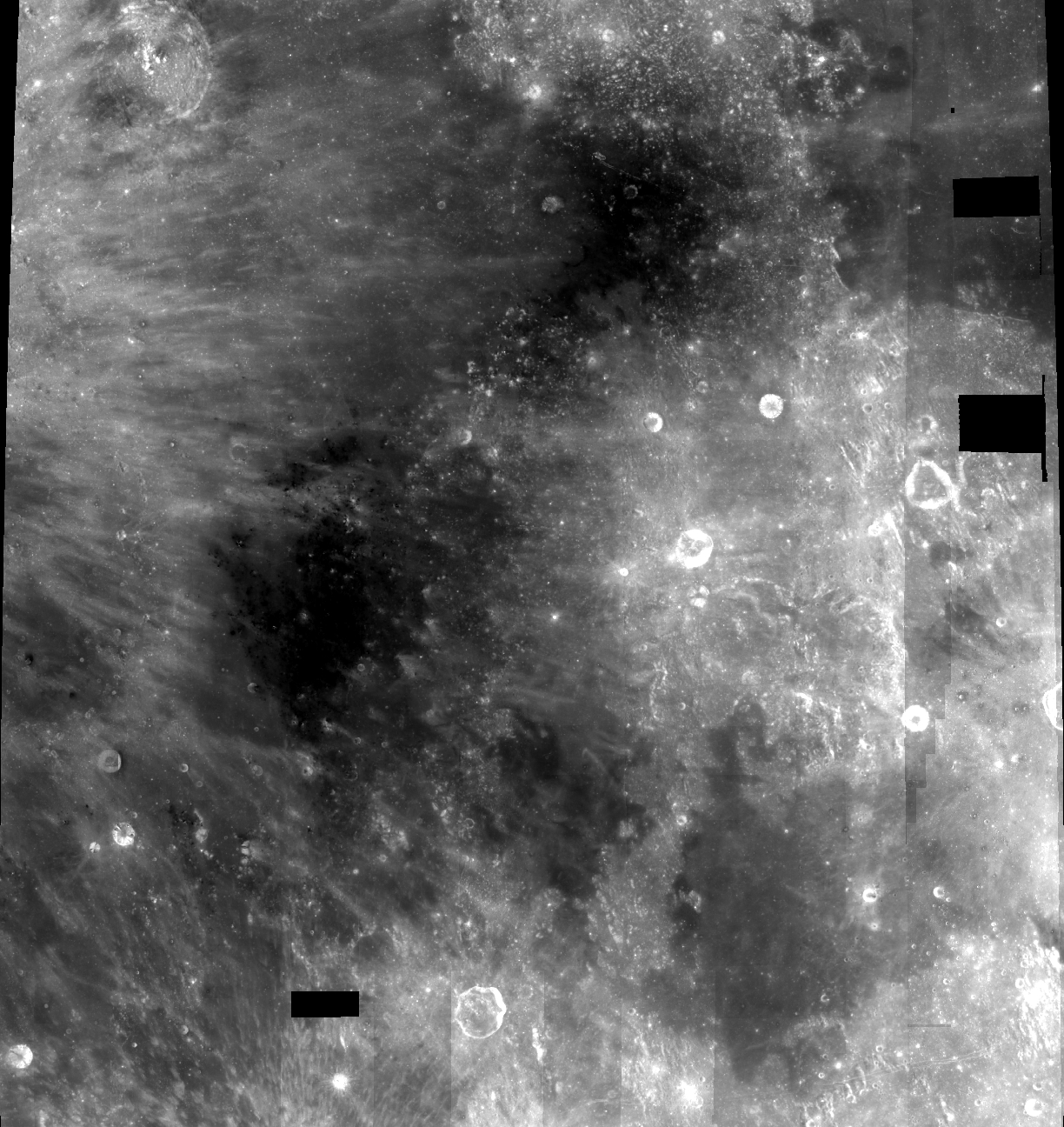
Sinus Medii.

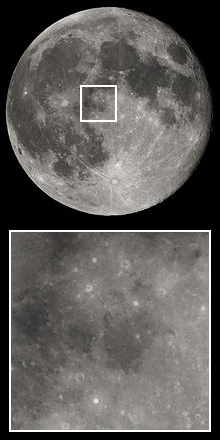
Poloha zálivu Sinus Medii.

Sinus Medii (česky Záliv středu) je malé měsíční moře, které získalo jméno díky své poloze v průsečíku měsíčního rovníku a nultého poledníku. Viděno ze Země, tento záliv je situován ve středu přivrácené strany Měsíce a je tedy nejblíže Zemi. Z tohoto zálivu je Země vidět v zenitu, ačkoliv se její poloha může mírně měnit vlivem librace. Sinus Medii zabírá plochu cca 52 000 km².

## Popis
Na sever od zálivu Sinus Medii se rozkládá Mare Vaporum (Moře par) a západně Mare Insularum (Moře ostrovů). Východní část zálivu je protkána sítí brázd. Nejvýchodněji se táhne 220 km dlouhá Rima Ariadaeus, která pokračuje až k okraji Mare Tranquillitatis. Na severovýchodě se nachází brázda Rima Hyginus a poblíž kráteru Triesnecker leží soustava brázd Rimae Triesnecker. Severní hranice je tvořena pahorkatinou, které dominuje dvojice kráterů Pallas a Murchison. Více severovýchodněji se nachází kráter Ukert. Kráter Chladni leží poblíž Murchisonu.
Další vrchovina se nachází na jižní a jihovýchodní hranici, kde lze najít několik zatopených kráterů. Od západu jsou to postupně Flammarion, Oppolzer, Réaumur a Seeliger. Brázdy Rima Flammarion (80 km) a Rima Oppolzer (110 km) se táhnou poblíž kráterů, po kterých byly pojmenovány. Nedaleko leží kráter Rhaeticus.
V západní části zálivu leží malé krátery Bruce a Blagg. Poblíž západního okraje jsou zatopené krátery Schröter a Sömmering (mezi nimi se táhne 40 km brázda Rima Schröter. Střední selenografické souřadnice zálivu jsou 1,6° S a 1,0° V.

## Pojmenování
Anglický astronom William Gilbert byl prvním, kdo záliv pojmenoval Insula Medilunaria (Ostrov ve středu Měsíce). Dnešnímu názvu se více přiblížil nizozemský astronom Michael van Langren, který jej pojmenoval Sinus Medius ve své mapě z roku 1645. Johannes Hevelius užil název Mare Adriaticum (Jadranské moře) ve své mapě z roku 1647. Italský astronom Giovanni Battista Riccioli jej ve své mapě z roku 1651 nazval Sinus Aestuum (Záliv veder).

## Expedice
Americká sonda Surveyor 4 dopadla a sonda Surveyor 6 přistála v zálivu Sinus Medii západo-jihozápadně od kráteru Bruce.

## Sinus Medii v kultuře
- Sinus Medii se vyskytuje v knize Měsíc je drsná milenka amerického spisovatele Roberta Ansona Heinleina.[10]